# Harvard Political Review
Harvard Political Review est un magazine américain.